# 宝岛双雄
《宝岛双雄》（英語：Double Trouble）是一部2012年上映華語片，導演张训玮，由房祖名、夏雨、張菲、鄧家佳、錦榮、陳漢典、Jessica C與黑Girl中的丫頭、小薰、子庭共同參與演出。中国大陆於6月8日上映，台灣於6月15日上映，是一部動作兼喜剧的劇情片。同時也是張菲在相隔24年后再度接演電影作品。

## 剧情概說
片中的兩個主角，一個是意氣風發的台灣年輕人小傑，一個是不得志的中國大陸中年男子大海。雖然都講國語，但生活背景和個性的差異，面臨同樣的問題。
因為大海無意間迷路脫團，身為大陸保全在異地卻無計可施；而台灣的私家偵探小傑，有情有義樂於助人，但信格多疑，尤其和大海不同背景，很難理解和信任對方，相處時不時產生衝突和爭執；透過持續的溝通對話，兩個人學會彼此關照，從中發現自己的盲點，並對自己的長處更有自信；最後，學會尊重彼此的差異和獨特性，齊一心志，截長補短，把能力發揮到極大，成功的完成任務。
除了文化衝突的喜劇橋段、角色互動時的人性關懷，南下追遊覽車回旅行團，一路探訪台灣美麗風光的探險元素，是本片另一大特色。

## 主演
| 演員       | 飾演角色     | 簡介             |
| 房祖名     | 吳英傑       | 台北人，保全員   |
| 夏雨       | 倪大海       | 陸客             |
| 陳漢典     | 艾相隨       | 寶鳥旅行社的導遊 |
| 鄧家佳     | 張靜文       |                  |
| 張菲       | 吳哥         | 黑道台西線老大   |
| 錦榮       | Z            | 盜寶集團首腦     |
| Jessica C. | V            | 盜寶集團成員     |
| Shoko      | M            | 盜寶集團成員     |
| 藍鈞天     | 強華         |                  |
| 小薰       | 保全         |                  |
| 丫頭       | 導購員       |                  |
| 子庭       | 檳榔西施     |                  |
| 丘蘇豐     | 蘑菇頭       |                  |
| 金美滿     | 胖檳榔西施   |                  |
| 派脆客     | 牛肉麵店老闆 |                  |

## 歌曲
| 曲別   | 歌曲名稱 | 作詞   | 作曲   | 演唱者         |
| 主題曲 | 哪個     | 房祖名 | 房祖名 | 房祖名和黑Girl |

## 原創團隊
- 导演：张训玮
- 摄影：黄永恒
- 美术设计：程一峰
- 动作指导：李忠志
- 录音：杜笃之

## 花絮
该片在2012年6月8日于中国大陆和北美洲同步上映。
该片为两岸三地合拍电影。
该片是大陸首部純正“吊絲電影”。
该片在台北市、台中市、南投縣、高雄市取景。

## 評價
該片在台灣的評價甚低，雅虎奇摩電影上以五顆星為滿分的評分機制中平均僅獲得兩顆星。許多網友留言批評此片有醜化台灣形象、笑點低劣、演員演技差以及劇情無聊空泛等缺點，甚至還有評論指出看完後感到憤怒。台北總票房相當慘淡，僅新台幣266萬元。

## 相關網站
- Yahoo奇摩電影上《宝岛双雄》的資料（繁體中文）
- MSN娛樂上《宝岛双雄》的資料（繁體中文）

- 開眼電影網上《宝岛双雄》的資料（繁體中文）
- 豆瓣电影上《宝岛双雄》的資料 （简体中文）
- 时光网上《宝岛双雄》的資料（简体中文）
- AllMovie上《宝岛双雄》的资料（英文）
- 爛番茄上《宝岛双雄》的資料（英文）
- 香港影庫上《宝岛双雄》的資料（繁體中文）
- 互联网电影数据库（IMDb）上《宝岛双雄》的资料（英文）